# Motanul încălțat
Motanul încălțat (în italiană: Il Gatto cogli Stivali; franceză : Le Chat botté; portugheză : O Gato das Botas; spaniolă : El Gato con Botas; engleză : Puss in Boots; germană : Der gestiefelte Kater; toate însemnând „motan încălțat” sau „motanul cu încălțări”) este un basm răspândit în Europa, despre un motan neobișnuit. 
Cele mai cunoscute variante ale poveștii sunt cele culese de către Charles Perrault în 1697 din Contes de ma mère l'Oye (Poveștile Mamei Gâște) sub numele de Le Maistre Chat ou le Chat botté „Jupânul pisoi sau motanul încălțat”. Povestea relatează întâmplările unui stăpân sărac, care ajunge bogat prin șmecheriile pe care le face folosindu-și motanul, cunoscută în sute de variante.

## Versiuni
Cea mai veche variantă a acestei povești vine de la Giovanni Francesco Straparola, "Costantino Fortunato" din The Facetious Nights of Straparola. Anumiți folcloriști afirmau că multitudinea de variante orale care au apărut după această versiunea scrisă duc la o origine orală a poveștii, iar motanul joacă frecvent rolul unui donator surpriză în folclorul comun. Alți consideră că Straparola a inventat singur povestea.
O versiune și mai veche este din anul 1634, scrisă de Giambattista Basile sub numele de "Cagliuso", care a fost tradus în unele limbi drept "Pippo". Joseph Jacobs a cules și el o variantă, "The Earl of Cattenborough", din Folclorul și Poveștile Europene.
În 1961, Cornel Trăilescu a compus o operă pentru copii, în 3 acte, cu titlul „Motanul încălțat”.

## Vezi și
- Povești nemuritoare, vol. 2